# Cyclosma
Cyclosma is een geslacht van vlinders van de familie dikkopjes (Hesperiidae), uit de onderfamilie Hesperiinae.

## Soorten
- C. abdonides Draudt, 1924
- C. altama (Schaus, 1902)
- C. glamis Evans, 1955